# ملادن زگانیر
ملادن زگانیر (انگلیسی: Mladen Žganjer؛ زادهٔ ۱۷ مهٔ ۱۹۶۶) بازیکن فوتبال بازنشسته اهل کرواسی است. وی در سال ۲۰۲۰، پس از اینکه هدایت تیم ملی فوتبال ایران به دراگان اسکوچیچ سپرده شد، به عنوان مربی دروازه‌بانان تیم ملی معرفی شد و همزمان با برکناری  دراگان اسکوچیچ  از  تیم ملی فوتبال ایران  از سمت خود کنار رفت‌.
از باشگاه‌هایی که در آن بازی کرده‌است می‌توان به باشگاه فوتبال رییکا اشاره کرد.
وی در مدت حضور در  باشگاه فوتبال رییکا  بیش از ۱۰۰ بازی انجام داد و نزدیک به یک دهه در این تیم حضور داشت.
وی همچنین در تیم های پوموراک،رییکا،النصر عربستان،تیم ملی فوتبال یمن و تیم زیر ۲۱ سال کرواسی به عنوان مربی دروازه‌بانان فعالیت کرده است.